# 43804 Peterting
43804 Peterting este un asteroid din centura principală de asteroizi.

## Descriere
43804 Peterting este un asteroid din centura principală de asteroizi. A fost descoperit pe 10 septembrie 1991 la Tautenburg de Lutz Dieter Schmadel și Freimut Börngen. Asteroidul prezintă o orbită caracterizată de o semiaxă mare de 3,21 ua, o excentricitate de 0,15 și o înclinație de 7,5° în raport cu ecliptica.